# Linia 8 metra w Szanghaju
Linia 8 – linia metra znana również jako Linia Yangpu, która działa na trasie północ-południe metra w Szanghaju, z Shiguang Lu, w dzielnicy Yangpu do Hangtian Bowuguan, w Minhang. Istnieją również plany na przyszłość, by rozbudować linię do Luhui w dzielnicy Minhang. Ta linia metra została zbudowana w celu złagodzenia korków od Yangpu do centrum Szanghaju. Linia jest bardzo zatłoczone w godzinach szczytu.